# Stanisława Walasiewicz
Stanisława Walasiewicz, també coneguda com a Stella Walsh (11 d'abril de 1911, Wierzchownia, prop de Rypin, Polònia - 4 de desembre de 1980, Cleveland, Ohio) fou una atleta polonesa i més tard estatunidenca que va ser campiona olímpica dels 100 metres en els Jocs Olímpics de Los Angeles de 1932 i subcampiona en els de Berlín de 1936.

## Biografia
Quan era molt petita, els seus pares van decidir emigrar als Estats Units fugint de la pobresa, i es van establir a Cleveland, Ohio, on hi havia una àmplia comunitat d'immigrants polonesos. No obstant això Stella no aconseguiria la ciutadania nord-americana fins molts anys més tard, el 1947.
Inicialment l'anomenaven pel diminutiu Stasi, i posteriorment el seu nom és americanitzat a Stella Walsh. Ja en la seva adolescència va començar a destacar en l'atletisme, en proves de velocitat, salts i llançaments. El 1930, quan tenia 19 anys, es va proclamar campiona dels Estats Units en les proves de 100 iardes, 220 iardes i salt de longitud. En aquella època es permetia participar en els campionats dels Estats Units a atletes d'altres nacionalitats, i per això va poder participar. Aquell mateix any va esdevenir la primera dona en la història que superava la barrera dels sis metres en salt de longitud amb 6,02 m, el que va fer a Cleveland.
La competició més important de la seva vida van ser els Jocs Olímpics de Los Angeles 1932, on va anar com a representant del seu país d'origen, Polònia, a causa de les dificultats per aconseguir la nacionalitat estatunidenca. A Los Angeles va aconseguir la victòria en els 100 metres llisos amb 11,9, igualant el rècord mundial de la noruega Tollien Schurman. També va ser sisena en la prova de llançament de disc.
Després dels Jocs va ser rebuda a Polònia com una heroïna nacional. Milers de persones li van donar la benvinguda al port de Gdynia, on va arribar el vaixell amb els esportistes polonesos, i va rebre diverses distincions. El 1933 va batre a Poznan el rècord mundial dels 100 metres amb 11,8 s, marca que igualaria pocs dies després a Varsòvia. A l'any següent va aconseguir millorar el seu rècord fins a 11,6 a la mateixa ciutat, encara que el rècord no va ser homologat. El 1935 va aconseguir a Varsòvia el rècord mundial dels 200 metres amb 23'6, sent la primera dona en la història que baixava de 24 segons. Aquest rècord es mantindria vigent durant 17 anys, fins que va ser batut per l'australiana Marjorie Jackson als Jocs Olímpics d'estiu de 1952.
Va anar als Jocs Olímpics d'Estiu de 1936, de nou representant a Polònia, i va intentar defensar el seu títol de quatre anys abans. No obstant això en la final de 100 metres va ser vençuda per la nord-americana Helen Stephens, i va haver de conformar-se amb la plata. Irònicament, en aquests Jocs la guanyadora Helen Stephens es va haver d'enfrontar a les sospites sobre la seva identitat sexual, fins al punt que va acceptar sotmetre's a un "examen ocular" per demostrar que realment era una dona. La seva última gran competició internacional van ser els Campionats d'Europa de París 1938, on va ser la gran estrella guanyant els 100 i els 200 metres, a més de ser segona en salt de llargada i en relleus 4×100 metres.
La Segona Guerra Mundial va fer que es suspenguessin els següents Jocs Olímpics entre 1940 i 1944. No obstant això, Stella Walsh va seguir competint fins passats els 40 anys, tot i que ja només en esdeveniments esportius interns dels Estats Units. El 1954, ja amb 44 anys complerts, va guanyar el títol nacional de pentatló. Al llarg de la seva carrera esportiva va guanyar 41 títols de campiona dels Estats Units, 27 d'ells a l'aire lliure, en proves de velocitat, salt de llargada, llançament de disc i pentatló.
Va viure a Cleveland la resta de la seva vida. Es va casar amb el boxejador Neil Olson, encara que el matrimoni no va durar molt. Malgrat tot, conservaria el cognom Olson. Després de la seva retirada va seguir vinculada a l'esport a través de diverses associacions esportives, on organitzava competicions i ajudava a promocionar l'esport entre els joves, principalment entre la comunitat polonesa. El 1974 va ser inclosa en el Saló de la Fama de l'atletisme estatunidenc.
El 4 de desembre de 1980, quan tenia 69 anys, va morir d'un tret durant un assalt a mà armada en un supermercat de Cleveland. El seu cas va saltar a les pàgines dels diaris, quan l'autòpsia va revelar que tenia òrgans genitals masculins. Encara que no està del tot clar, sembla que va ser un cas d'hermafroditisme masculí. Stella Walsh va ser la primera dona a baixar simultàniament de 12 segons en els 100 metres i de 24 segons en els 200 metres. Al llarg de la seva carrera va batre o va igualar fins a 17 rècords mundials.
| Any  | Competició         | Ciutat                    | Prova i posició              | Marca   |
| ---- | ------------------ | ------------------------- | ---------------------------- | ------- |
| 1932 | Jocs Olímpics      | Los Angeles, Estats Units | 1a en 100 metres             | 11,9 s  |
| 1932 | Jocs Olímpics      | Los Angeles, Estats Units | 6a en llançament de disc     | 33,60 m |
| 1936 | Jocs Olímpics      | Berlín, Alemanya          | 2a en 100 metres             | 11,7 s  |
| 1938 | Campionat d'Europa | París, França             | 1a en 100 metres             | 11,9 s  |
| 1938 | Campionat d'Europa | París, França             | 1a en 200 metres             | 23,8 s  |
| 1938 | Campionat d'Europa | París, França             | 2a en 4x100 metres           | 48,3 s  |
| 1938 | Campionat d'Europa | París, França             | 2a en salt de longitud       | 5,81 m  |
| 1938 | Campionat d'Europa | París, França             | 6a en llançament de javelina | 33,33 m |

## Marques personals
- 100 metres - 11,6 (Czeladz, 1936)
- 200 metres - 23,6 (Varsòvia, 1935)
- 800 metres - 2:18,2 (Poznan, 1933)
- Salt de longitud - 6,09 (Worcester, 1937)
- Llançament de disc - 38'99 (Cornwall, 1930)
- Llançament de javelina - 38'94 (Graudziadz, 1938)